# 篠崎ゆき
篠崎 ゆき（しのざき ゆき、1974年7月30日 - ）は、日本のタレント、女性モデル、元レースクイーン。
東京都出身、実践女子大学卒業。以前の所属事務所はマラケッシュ → スーパーウイング。現在はタレント活動をしながら芸能プロダクションスノウライジングを経営。

## 主な活動

### レースクイーン
- 1995年：avex（フォーミュラニッポン）、FUJITSUBO（N1耐久）
- 1996年～1998年：RAYBRIGレースクイーン（相方は岡田樹里）

### TV
- 『井上透コーチングLAB』（CS朝日）
- 『法林岳之のケータイなら俺に聞け』（インプレスTV）
- 『激生RQニュース』（インプレスTV）
- 『Kitまんぞくクラブ『（CS）
- 『新・真夜中の王国』（NHK BS）
- 『代ゼミネット』（CS）
- 『QVC』

他多数

### 広告・CF
- サントリー「でっかいハイボール」（Dハイ小町、1998年）[1][2]
- 『三菱カーナビゲーション』
- 『カルビーポテトチップス』
- 『シチズン』
- 『キャノンカラーコピー』
- 『岡島百貨店』

他多数（サントリー以外）

### 写真集
- 『YUKI』（ぶんか社）[1]
- 『MASK』（撮影・染瀬直人）[3]
- 『96 レースクイーン大図鑑』（コンパス）

### ビデオ
- RACE QUEEN ベストセレクション 30
- RACE QUEEN 1997-1998 FULL SPEC PART2（ポニーキャニオン）
- 『MASK』（ケイエスエス）

### イベント
- 2000年-　全日本GT選手権「GTメンバーズステージ」司会[3]
- 東京モーターショー（後述）
- 東京オートサロン（後述）

### インターネット
- ディスクトップGALコレクション
- オンラインシネマ　「華」

等

### 雑誌
- Super Queen97～98（各号）
- GALS PARADISE 第32回東京モーターショーコンパニオン特集（三栄書房）
- RACE QUEEN 97 Vol.1（フロム出版）
- RACE QYEEB BEST 30（コスミックインターナショナル）
- RACE QUEEN CALENDAR 98
- 『ショコラ』でのレギュラー連載[3]

### ラジオ
- 「WAKU-P」リーダーとして、文化放送『Waku-Pのわくわくプレゼンテーション』に出演[3]

## 人物
- 趣味は水泳、写真、旅行。特技はスノーボード、パソコン、モバイルコンピューティング[3]。
- レースクイーン引退後の現在も、東京モーターショーや東京オートサロンではRAYBRIGのブースでトークショー等の司会を務め[5][6]、東京オートサロンと同時に開催される「RAYBRIGレースクイーンファン感謝祭」にほぼ毎年参加する[7][8]など、初代レースクイーンだったRAYBRIGとの関わりは現在も続いている。